# Tropinota vittula
Tropinota vittula är en skalbaggsart som beskrevs av Reiche och Félicien Henry Caignart de Saulcy 1856. Tropinota vittula ingår i släktet Tropinota och familjen Cetoniidae. Inga underarter finns listade i Catalogue of Life.